# Академія кантрі музики
Акаде́мія ка́нтрі му́зики (англ. Academy of Country Music) була заснована в 1964 році в Лос-Анджелесі, Каліфорнія, як «Академія кантрі та західної музики». Серед засновників були Едді Міллер, Томмі Вігінс, Мікі та Кріс Крістенсени. Вони хотіли пропагувати розвивати кантрі-музику в західних 13 штатах за підтримки виконавців на західному узбережжі США, на відміну від «Асоціації кантрі музики» з Нешвілю у штаті Теннессі, який тоді був центром Nashville sound (піджанру американської кантрі-музики), що був орієнтований на попмузику. На них вплинули такі виконавці, як Джонні Бонд, Глен Кемпбел, Мерл Гагард, Роджер Міллер та інші. У 1965 році була створена рада директорів, яка керувала академією. На початку 70-х років академія змінила свою назву на «Академію кантрі-музики».

## Нагороди
Основна стаття: Нагороди академії кантрі музики.
Щорічно, з 1965 року, Академія кантрі музики присуджує свої нагороди, призначені «для вшанування та демонстрації найбільших імен та нових талантів у музичній індустрії країни». Починаючи з 1972 року церемонія нагородження транслюється в прямому ефірі, спочатку з Лос-Анджелеса, а з 2003 року зі стадіону MGM Гранд Гарден Арена в Лас-Вегасі у квітні або травні на основі аналізу досягнень з попереднього року. Найпрестижніші нагороди — це «артист десятиліття» та «артист року». Крім того, існує ціла низка інших нагород для вокалістів, музикантів, їх альбомів, відео та пісень. Призи присуджуються з таких категорій:
- Артист року (Entertainer of the Year)
- Пісня року
- Сингл року
- Альбом року
- Співак року
- Співачка року
- Дует року (Top Vocal Duo)
- Група року (Top Vocal Group)
- Новий виконавець року
- Відео року
- Музична подія року

## Спеціальні нагороди

### Митець десятиліття
- 2010 — Джейсон Олдін[en]
- 2000 — Джордж Стрейт[en]
- 1990 — Гарт Брукс
- 1980 — Алабама
- 1970 — Лоретта Лін
- 1960 — Марті Роббінс

## Потрійна нагорода
Потрійна нагорода — це нагорода, яку отримує актор, дует або група, коли вони здобувають нагороди в категоріях Новий виконавець року, Чоловічий (або Жіночий) дует або груповий Артист року або Група року.
- 2005 - Кенні Чесні[en]
- 2005 - Мерл Гаґард[en]
- 2005 - Мікі Гіллі[en]
- 2005 - Барбара Мендрелл[en]
- 2005 - Брукс і Данн[en]
- 2010 - Керрі Андервуд
- 2016 - Джейсон Олдін[en]